# Жан-Луї Пюеш
Жан-Луї Пюе́ш (нар. 30 серпня 1943) — французький вчений в галузі виноробства, доктор наук.

## Біографія
Народився 30 серпня 1943 року. Викладав біохімію в Національному інституті агрономічних досліджень. Досліджував процес витримки коньячних спиртів, Арманьяку, Кальвадосу; склад деревини дуба, її роль і значення для формування якості коньяку.